# Distretto di Prahova
Il distretto di Prahova (in romeno Județul Prahova) è uno dei 41 distretti della Romania, ubicato nella regione storica della Muntenia.

## Centri principali
| Comuni                    | Abitanti |
| ------------------------- | -------- |
| Ploiești                  | 180 540  |
| Câmpina                   | 28 993   |
| Băicoi                    | 16 722   |
| Breaza                    | 14 871   |
| Mizil                     | 12 962   |
| Vălenii de Munte          | 12 044   |
| Comarnic                  | 11 106   |
| Bucov                     | 10 787   |
| Târgșoru Vechi            | 10 434   |
| Boldești-Scăeni           | 10 298   |
| Urlați                    | 10 131   |
| Valea Călugărească        | 10 096   |
| Dati del 1º dicembre 2021 |          |

## Struttura del distretto
Il distretto è composto da 2 municipi, 12 città e 90 comuni.

### Municipi
- Ploiești
- Câmpina

### Città
- Azuga
- Băicoi
- Boldești-Scăeni
- Breaza
- Bușteni
- Comarnic

- Mizil
- Plopeni
- Sinaia
- Slănic
- Urlați
- Vălenii de Munte

### Comuni
- Adunați
- Albești-Paleologu
- Aluniș
- Apostolache
- Ariceștii Rahtivani
- Ariceștii Zeletin
- Baba Ana
- Balta Doamnei
- Bălțești
- Bănești
- Bărcănești
- Bătrâni
- Berceni
- Bertea
- Blejoi
- Boldești-Gradiștea
- Brazi
- Brebu

- Bucov
- Călugăreni
- Cărbunești
- Ceptura
- Cerașu
- Chiojdeanca
- Ciorani
- Cocorăștii Colț
- Cocorăștii Mislii
- Colceag
- Cornu
- Cosminele
- Drajna
- Drăgănești
- Dumbrava
- Dumbrăvești
- Fântânele
- Filipeștii de Pădure

- Filipeștii de Târg
- Florești
- Fulga
- Gherghița
- Gorgota
- Gornet
- Gornet-Cricov
- Gura Vadului
- Gura Vitioarei
- Iordăcheanu
- Izvoarele
- Jugureni
- Lapoș
- Lipănești
- Măgurele
- Măgureni
- Măneciu
- Mănești

- Olari
- Păcureți
- Păulești
- Plopu
- Podenii Noi
- Poiana Câmpina
- Poienarii Burchii
- Posești
- Predeal-Sărari
- Provița de Jos
- Provița de Sus
- Puchenii Mari
- Râfov
- Salcia
- Sălciile
- Sângeru
- Scorțeni
- Secăria

- Starchiojd
- Surani
- Șirna
- Șoimari
- Șotrile
- Ștefești
- Talea
- Tătaru
- Târgșoru Vechi
- Teișani
- Telega
- Tinosu
- Tomșani
- Vadu Săpat
- Valea Călugărească
- Valea Doftanei
- Vărbilău
- Vâlcănești